# Monument voor Ivan William Cain
Het monument voor Ivan William Cain is een Nederlands oorlogsmonument uit 2012 in Nijmegen.
Het monument eert de Nieuw-Zeelandse vliegenier van de Royal Air Force Ivan William Cain en Elizabeth Frederika (Bob) Ekker, die beiden omkwamen tijdens de Brakkensteincrash gedurende de Tweede Wereldoorlog. Het monument werd op 6 oktober 2012, precies 68 jaar na de Brakkensteincrash, onthuld door HE George Troup, ambassadeur van Nieuw-Zeeland.

## De Brakkensteincrash
Op 6 oktober 1944 komt de Nieuw-Zeelandse piloot van de Engelse Royal Air Force Ivan William Cain terug van een missie boven Duitsland; een aanval op Duitse transportschepen op de Rijn. Zijn jachtvliegtuig type Hawker Typhoon wordt echter geraakt door afweergeschut boven het Duitse Emmerik. Hij merkt dat pas als hij snelheid en hoogte begint te verliezen als hij terug vliegt boven Nederland.
Zijn vliegtuig kan niet lang meer doorvliegen en hij moet een bijna onmenselijke keuze maken; uit het vliegtuig springen en het toestel laten crashen op een woonwijk waarbij veel burgerslachtoffers zullen vallen of een noodlanding maken die burgers spaart maar zeer risicovol is voor hemzelf. Cain kiest voor het laatste en komt op 20-jarige leeftijd om het leven. Hij tracht op een open veld bij de Heyendaalseweg bij Nijmegen een noodlanding te maken, maar stort neer. Voor een parachutesprong is het te laat. Zijn lichaam wordt uit het vliegtuig geslingerd en komt 30 meter verderop terecht. Hij overlijdt kort daarna.
Om slachtoffers te voorkomen heeft hij eerder besloten om zijn resterende munitie te droppen boven het bosrijk gebied bij Heumensoord. Hij vuurt zijn laatste twee RP-3's (Rocket Projectiles) af in westelijke richting, ongeveer ter hoogte van de Nijmeegsebaan. Daarmee wordt Nijmegen behouden van een catastrofe. Hij kan echter niet voorkomen dat er toch een burgerslachtoffer valt: de weduwe Elizabeth Frederika (Bob) Ekker, die op dat moment de was doet voor Engelse soldaten achter het huis van Gijs van Hardenbroek, vlak bij een tent waar Engelse soldaten bivakkeren.

## Het initiatief
Het initiatief voor het monument komt van Nicolaas (Nick) Lambrechtsen, een Nijmegenaar die in 1958 naar Nieuw-Zeeland emigreert. Lambrechtsen ontsnapt zelf in de oorlog aan de dood als een Engelse piloot van een Spitfire in september 1944 bijna op zijn ouderlijk huis in Hees neerstort.
De Tarcisiusschool in Nijmegen is instrumenteel bij de totstandkoming van het monument. Leerkracht Frans Peters reageert op een oproep van Nick Lambrechtsen in 2011 en stelt voor het monument als school te adopteren. Ivan Cain is met zijn vliegtuig namelijk neergestort op 50 meter van zijn school en hij ligt begraven op Jonkerbosch War Cemetery, vlak bij de locatie van de oude St. Tarcisiusschool. De school organiseert een sponsorloop voor het monument en zamelt €1.500,- in waarmee de kosten van de plaquette en andere zaken gedekt kunnen worden.
Het monument wordt geadopteerd door de school, en de leerlingen uit de tuingroep van de VSO-afdeling onderhouden het perkje rondom het monument. Jaarlijks vindt nog een (bescheiden) herdenking plaats.

## Het monument
Het 90 cm hoge monument is geplaatst op de hoek van de Heyendaalseweg met Pastoor Wichersstraat in Nijmegen, postcode 6525 TN. Dit is ca. 20 meter van de plaats van de crash, die plaatsvond op een destijds nog onbebouwd voetbalveldje, ca. 25-30 meter recht tegenover huisnummers 253 en 255 van de Heyendaalseweg.
Het monument is uitgevoerd als een betonnen gedenksteen waarop twee natuurstenen plaquettes en een kleine metalen plaquette zijn aangebracht. Op de kleine metalen plaquette staat in het Engels: The New Zealand Ambassador to the Netherlands HE George Troup unveiled this monument on 6 October 2012. Op de bovenste natuurstenen plaquette staat het embleem van het 175 Squadron van de Royal Air Force, een afbeelding van een Typhoon en de tekst over Ivan Cain. De tekst wordt weergegeven in het Nederlands en Engels.
De Nederlandse tekst luidt:
| Getroffen door luchtafweergeschut boven Duitsland stortte de Nieuw-Zeelandse piloot Warrant Officer IVAN WILLIAM CAIN op 6 oktober 1944 hier neer met zijn Typhoon IB jachtvliegtuig. Door bewust dit, toen nog open, terrein te kiezen, bleven de omringende huizen met hun bewoners voor een verschrikkelijke ramp bespaard. Helaas kwam hij hierbij om het leven. Hij was 20 jaar oud. Hier herdenken we zijn heldhaftige daad |

De onderste natuurstenen plaquette eert Elizabeth Frederika (Bob) Ekker, met de tekst:
| Ter herinnering aan het enige burgerslachtoffer dat hierbij is gevallen, de weduwe Elizabeth Frederika (Bob) Swertz-Ekker (1-6-1901 - 6-10-1944). Zij liet drie dochters na |

## De onthulling
De Tarcisiusschool onderneemt een aantal activiteiten rond de onthulling van het monument, zoals de ontvangst van de familie Cain uit Nieuw-Zeeland, een bezoek aan het Jonkerbos War Cemetery met de Cain-familie, en een najaarswandeltocht op de dag voor de onthulling van het monument.
Voor de onthulling zijn familieleden van de omgekomen vliegenier Ivan Cain overgekomen uit Nieuw-Zeeland. Vier kinderen van Norma Rock, de enige zus van  Ivan Cain zijn aanwezig; Ivan Rock, vernoemd naar zijn oom, en zijn drie zussen Diane, Karen en Gail. Sue Rock, de vrouw van Ivan Rock vergezelt hen. Voor de familie uit Nieuw-Zeeland is het voor het eerst dat iemand Nederland bezoekt. De ouders en de zus van Ivan Cain zijn nooit in de gelegenheid geweest om het graf van hun zoon en broer te bezoeken. Ook twee dochters van Elizabeth Frederika (Bob) Ekker, het enige burgerslachtoffer, vergezeld van naaste familie zijn aanwezig.
Na een welkomstwoord van Miel Van Driel, adjunct-directeur van de Tarcisiusscholen en ceremoniemeester, wordt een aantal toespraken gehouden.
- Nick Lambrechtsen, initiator van het monument
- Ivan Rock, namens de familie van de omgekomen piloot Ivan Cain
- Hans Eisink, directeur van de Tarcisiusschool, die het monument heeft geadopteerd
- Gien de Haan, geboren Swertz, tweede dochter van Elizabeth (Bob) Ekker.

Na lezing van Kohima Exhortation door Nick Lambrechtsen spreekt Hubert Bruls, burgemeester van Nijmegen iedereen kort toe en geeft het woord aan HE George Troup, ambassadeur van Nieuw-Zeeland. Troup onthult daarna het monument door de vlag van Nieuw-Zeeland te verwijderen die gedrapeerd is over het monument.
Tijdens de krans(bloemen)legging die volgt luiden de kerkklokken van de Sacramentskerk. Hierna volgt één minuut stilte, klinkt de 'Last Post' en worden de volksliederen van Nieuw-Zeeland en Nederland ten gehore gebracht.
Omroep Gelderland doet er in haar uitzending verslag van met een filmpje waarin ooggetuige Henk van Gemert vertelt hoe hij piloot Ivan Cain bijstaat in de laatste minuten van zijn leven na de crash.